# عيسى عبد الجليل
عيسى عبد الجليل (1 أبريل 1998) لاعب كرة قدم بحريني يلعب حاليا لصالح نادي الدرجة الأولى الحالة البحريني في مركز المهاجم.